# Мласкавець зубчастий
Мласкавець зубчастий (Valerianella dentata) — вид рослин з родини жимолостевих (Caprifoliaceae); поширений на заході Північної Африки, у Європі, у західній Азії.

## Опис
Однорічна рослина 5–30 см заввишки. Стебло гранисте, жорстко запушене на гранях і краях листків. Нижні листки лопатчаті або подовжено-лопатчаті, верхні лінійні, біля основи з 1–2 зубцями. Плоди 2.5–3 мм довжиною без відгину чашечки і 1–1.5 мм шириною, голі або трохи запушені тонкими дрібними волосками, яйцевидно-конічні. .

## Поширення
Поширений на заході Північної Африки, у Європі, у західній Азії.
В Україні вид зростає на полях, схилах, у відкритих місцях — на заході та в Криму.

## Галерея

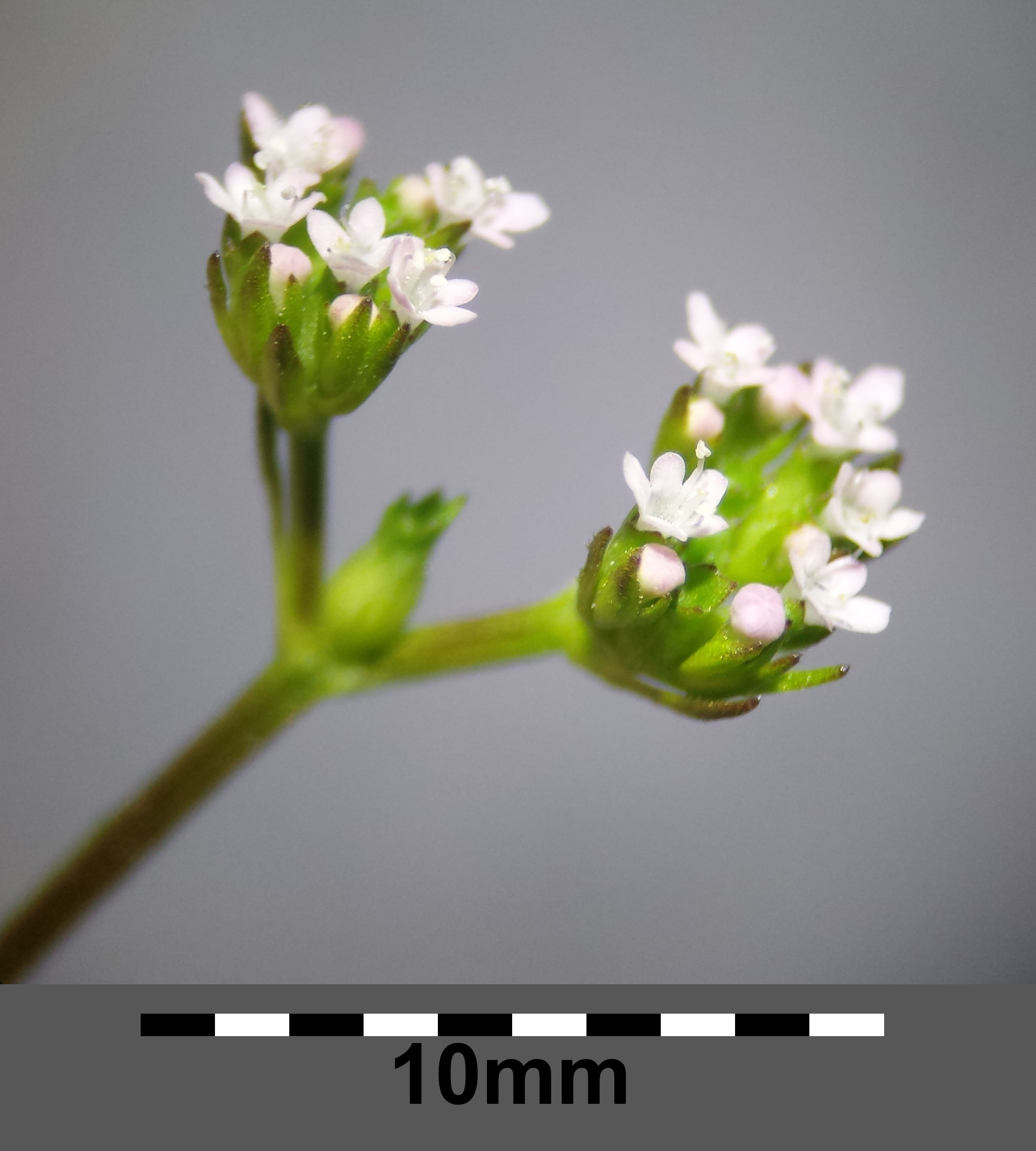
суцвіття
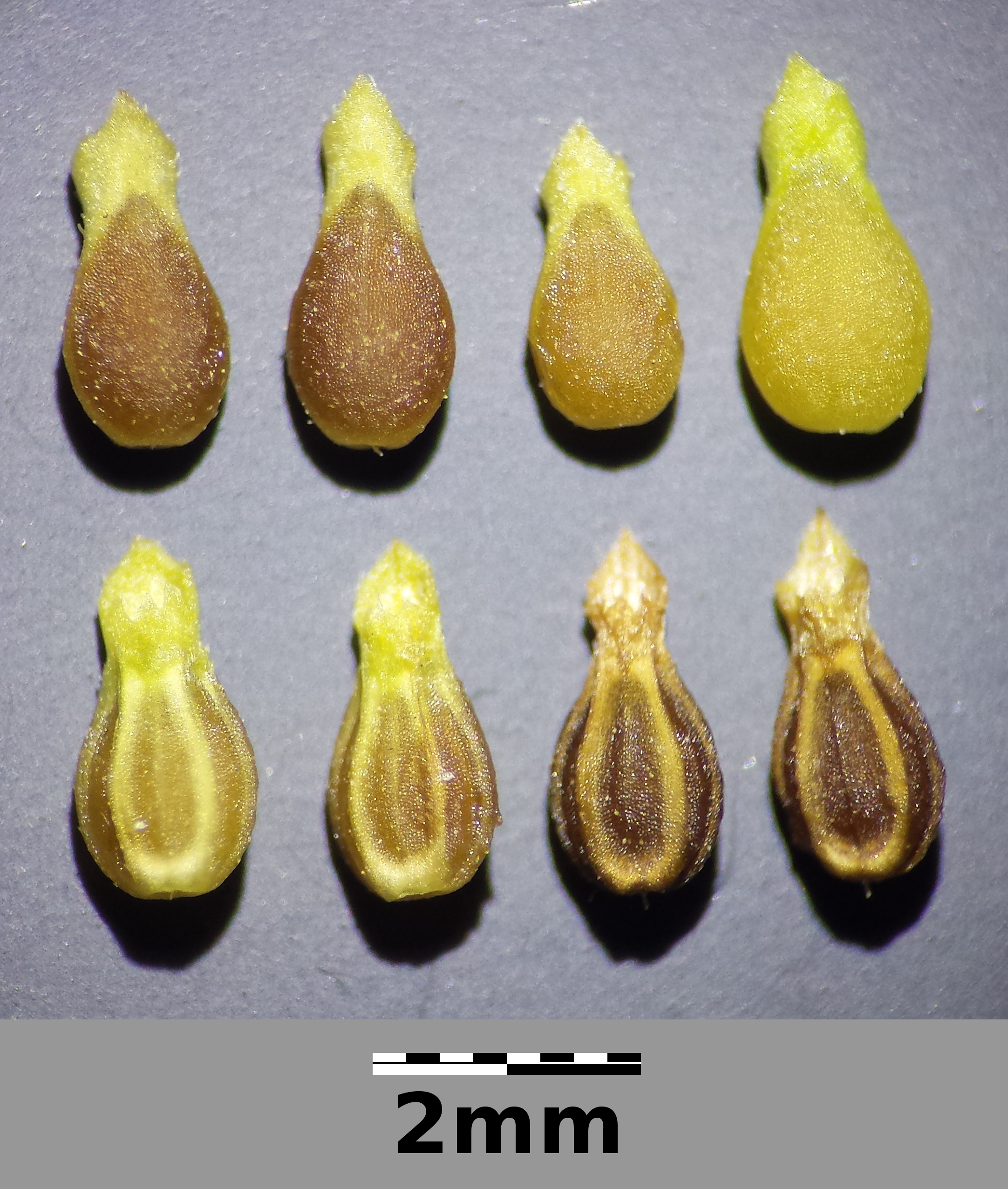
плоди